# Dani Cárdenas
Daniel Cárdenas Lindez, detto Dani (Terrassa, 28 marzo 1997), è un calciatore spagnolo, portiere del Rayo Vallecano.

## Carriera
Nato a Terrassa, da giovane milita nelle due principali città della vicina Barcellona, Barcellona ed Espanyol per poi spostarsi nel 2014 a Valencia fra le file del Levante. Nel 2016 viene promosso nella squadra B ed il 20 agosto fa il suo esordio fra i professionisti giocando l'incontro di Segunda División B perso 1-0 contro l'Atlético Baleares.
Sul finire del 2019 inizia ad essere convocato con maggior frequenza dalla prima squadra, con cui il 12 marzo 2020 rinnova il contratto fino al 2022; il 27 novembre seguente debutta in prima squadra giocando dal primo minuto l'incontro di Primera División pareggiato 1-1 contro la Real Sociedad.

## Statistiche
Statistiche aggiornate al 3 maggio 2021.

### Presenze e reti nei club
| Stagione        | Squadra         | Campionato      | Campionato | Campionato | Coppe nazionali | Coppe nazionali | Coppe nazionali | Coppe continentali | Coppe continentali | Coppe continentali | Altre coppe | Altre coppe | Altre coppe | Totale | Totale | Totale |
| Stagione        | Squadra         | Comp            | Pres       | Reti       | Comp            | Pres            | Reti            | Comp               | Pres               | Reti               | Comp        | Pres        | Reti        | Pres   | Reti   |        |
| --------------- | --------------- | --------------- | ---------- | ---------- | --------------- | --------------- | --------------- | ------------------ | ------------------ | ------------------ | ----------- | ----------- | ----------- | ------ | ------ | ------ |
| 2016-2017       | Levante B       | SDB             | 2          | -3         |                 | -               | -               |                    | -                  | -                  |             | -           | -           | 2      | -3     |        |
| 2017-2018       | Levante B       | TD              | 31         | -21        |                 | -               | -               |                    | -                  | -                  |             | -           | -           | 31     | -21    |        |
| 2018-2019       | Levante B       | SDB             | 21         | -16        |                 | -               | -               |                    | -                  | -                  |             | -           | -           | 21     | -16    |        |
| 2019-2020       | Levante B       | SDB             | 20         | -24        |                 | -               | -               |                    | -                  | -                  |             | -           | -           | 20     | -24    |        |
| 2020-2021       | Levante B       | SDB             | 4          | -3         |                 | -               | -               |                    | -                  | -                  |             | -           | -           | 4      | -3     |        |
| 2020-2021       | Levante         | PD              | 5          | -5         | CR              | 5               | -5              |                    | -                  | -                  |             | -           | -           | 10     | -10    |        |
| Totale carriera | Totale carriera | Totale carriera | 83         | -72        |                 | 5               | -5              |                    | -                  | -                  |             | -           | -           | 88     | -77    |        |